# Rajd Tulipanów 1962

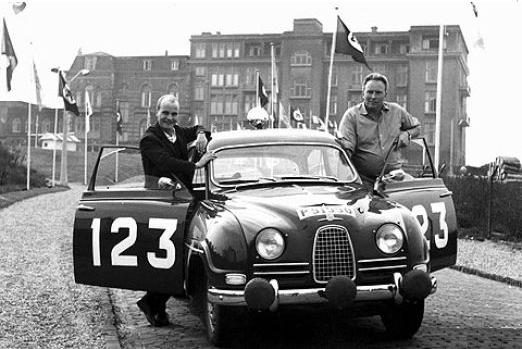
Szwedzka załoga Erik Carlsson i Gunnar Häggbom podczas rajdu zajęła 4 miejsce

Rajd Tulipanów 1962 (14. Internationale Tulpenrallye) – 14 edycja rajdu samochodowego Rajd Tulipanów rozgrywanego w Holandii. Rozgrywany był od 6 do 10 maja 1962 roku. Była to druga runda Rajdowych Mistrzostw Europy w roku 1962.

## Klasyfikacja rajdu
| Miejsce                      | Kierowca                     | Pilot                        | Samochód                     | Czas                         | Strata                       |                              |
| Klasyfikacja generalna i ERC | Klasyfikacja generalna i ERC | Klasyfikacja generalna i ERC | Klasyfikacja generalna i ERC | Klasyfikacja generalna i ERC | Klasyfikacja generalna i ERC | Klasyfikacja generalna i ERC |
| ---------------------------- | ---------------------------- | ---------------------------- | ---------------------------- | ---------------------------- | ---------------------------- | ---------------------------- |
| 1.                           | Pat Moss-Carlsson            | Ann Wisdom-Riley             | Morris Mini Cooper           |                              | 0.0                          |                              |
| 2.                           | Gunnar Andersson             | Walter Karlsson              | Volvo 122 S                  |                              |                              |                              |
| 3.                           | Pierre Gele                  | Claude Laurent               | DKW Junior                   |                              |                              |                              |
| 4.                           | Erik Carlsson                | Gunnar Häggbom               | Saab 96                      |                              |                              |                              |
| 5.                           | Jules Meur                   | Freddy Rouselle              | Porsche 356 1600 Super       |                              |                              |                              |
| 6.                           | David Gray                   | Sam Actman                   | Porsche 356 1600 Super       |                              |                              |                              |
| 7.                           | Eugen Böhringer              | Peter Lang                   | Mercedes-Benz 220 SE         |                              |                              |                              |
| 8.                           | Tony Fisher                  | Brian Melia                  | Austin Cooper                |                              |                              |                              |
| 9.                           | Peter Ruby                   | Gert Raschig                 | DKW Junior                   |                              |                              |                              |
| 10.                          | Jens Nielsen                 | Henning Henriksen            | Alfa Romeo Giulietta TI      |                              |                              |                              |